# The Judas Kiss
The Judas Kiss – czwarty singel amerykańskiego zespołu heavymetalowego Metallica, pochodzący z albumu Death Magnetic. Ukazał się 8 września 2008. Był dostępny tylko dla posiadaczy specjalnego konta premium na stronie www.missionmetallica.com oraz za pośrednictwem iTunes Store. Utwór był ostatnim singlem wydanym przed oficjalną premierą albumu, 12 września 2008.
Utwór opowiada o zdradzie, nawiązując do biblijnego Judasza Iskarioty.

## Spis utworów
| Nr | Tytuł utworu     | Długość |
| -- | ---------------- | ------- |
| 1. | „The Judas Kiss” | 8:01    |
|    |                  | 8:01    |

## Twórcy
- James Hetfield – wokal, gitara rytmiczna
- Lars Ulrich – perkusja
- Kirk Hammett – gitara prowadząca
- Robert Trujillo – gitara basowa
- Rick Rubin – producent
- Ted Jensen – mastering
- Greg Fidelman – miksowanie

## Miejsca na listach przebojów
| Lista (2008)                 | Pozycja |
| ---------------------------- | ------- |
| Hot Canadian Digital Singles | 56      |
| Sverigetopplistan            | 44      |
| Finnish Singles Chart        | 20      |
| Norway Singles Chart         | 13      |